# Paul Calderón
Paul Calderón (* 1959) ist ein puerto-ricanischer Schauspieler.

## Leben
Paul Calderón wurde 1959 in Puerto Rico geboren, zog mit seiner Familie aber in den 1960er Jahren nach New York City. Er trat ab Mitte der 1980er zunächst im Theater und später auch in Film- und Fernsehproduktionen auf. 1986 trat er in der Broadway-Inszenierung von Reinaldo Povods Stück Cuba & His Teddy Bear an der Seite von Robert De Niro, Ralph Macchio und Michael Carmine auf. Außerdem war er in zahlreichen Off-Broadway-Stücken zu sehen. Er wirkte unter anderem am Touchstone Theatre und in der Labyrinth Theatre Company.
1992 war Calderón am Drehbuch zu Abel Ferraras Drama Bad Lieutenant beteiligt und übernahm im Film auch eine Rolle. Zwei Jahre darauf war Calderón beim Casting für Quentin Tarantinos Film Pulp Fiction schon in der engeren Auswahl für die Rolle des Jules Winnfield, bevor Samuel L. Jackson sich mit einer furiosen Drehbuchlesung gegen ihn durchsetzte. Tarantino war jedoch von Calderóns Leistung so angetan, dass er ihn in der Rolle des Barkeepers Paul besetzte.
Es folgten Rollen in Filmen wie Kiss of Death, Clockers, Four Rooms, Cop Land, Out of Sight, One Tough Cop, 21 Gramm und The Sentinel – Wem kannst du trauen?. In der Fernsehserie Boardwalk Empire übernahm er die Rolle des Bodyguards Arquimedes. 2016 war Calderón in der Horrorserie Fear the Walking Dead als Apotheker Alejandro Nuñez zu sehen. Von 2017 bis 2021 verkörperte  Calderón in 30 Episoden der Krimiserie Bosch die Figur des Detective Santiago „Jimmy“ Robertson.
1995 gewann Calderón einen Obie Award für seinen Auftritt im Theaterstück Blade to the Heat am Public Theatre.
Aus der Ehe mit Cathy Calderón gingen zwei Kinder hervor. Calderón ist ein langjähriger Salsa-Tänzer und gibt mit seiner Frau auch Tanzunterricht.

## Filmografie (Auswahl)
- 1985: Tenement
- 1985–1987: Miami Vice (Fernsehserie, 3 Episoden)
- 1986: Rockabye (Fernsehfilm)
- 1986: Die gnadenlose Clique (Band of the Hand)
- 1987: Bad (Musikvideo)
- 1988: 900.000 $ zuviel (Sticky Fingers)
- 1988: Im Dschungel des Bösen (Doubletake, Fernsehfilm)
- 1988: The Chair
- 1989: Penn & Teller Get Killed
- 1989: Sea of Love – Melodie des Todes (Sea of Love)
- 1990: Der alte Mann und das Meer (The Old Man and the Sea; Fernsehfilm)
- 1990: Tödliche Fragen (Q & A)
- 1990: King of New York – König zwischen Tag und Nacht (King of New York)
- 1992: Tod unter den Palmen (The Keys, Fernsehfilm)
- 1992: Criss Cross – Überleben in Key West (CrissCross)
- 1992: Bad Lieutenant
- 1993: Die Firma (The Firm)
- 1994: Pulp Fiction
- 1994: Handgun – Hetzjagd durch New York (Hand Gun)
- 1995: The Addiction
- 1995: Kiss of Death
- 1995: Draußen lauert der Tod (Condition Red)
- 1995: Tagebuch eines Dealers (Sweet Nothing)
- 1995: Lotto Land
- 1995: Clockers
- 1995: Four Rooms
- 1996: Mörder der Engel (Dark Angel, Fernsehfilm)
- 1997: Cop Land
- 1998: Wiege der Angst (Montana)
- 1998: O.K. Garage
- 1998: Out of Sight
- 1998: One Tough Cop
- 1999: Oxygen
- 2000: Girlfight – Auf eigene Faust (Girlfight)
- 2000: Bait – Fette Beute (Bait)
- 2000: Mit aller Härte (Once in the Life)
- 2001: 3 A.M.
- 2001: Die letzte Festung (The Last Castle)
- 2001: Aufs Spiel gesetzt (The Atlantis Conspiracy, Fernsehfilm)
- 2003: Kill the Poor
- 2003: 21 Gramm (21 Grams)
- 2003: Criminal Intent (Fernsehserie, 1 Episode)
- 2004: Suburban Madness (Fernsehfilm)
- 2005: Indocumentados
- 2006: The Sentinel – Wem kannst du trauen? (The Sentinel)
- 2008: Deathly Weapon (Pistol Whipped)
- 2009: The Hungry Ghosts
- 2009: A Kiss of Chaos
- 2009: La Soga – Unschuldig geboren
- 2010: Grand Slammed
- 2010: Gun
- 2010: Burning Daylight
- 2012: Why Stop Now?
- 2013: Bolaetrapo
- 2013: Hostages (Fernsehserie, 6 Episoden)
- 2014: Welcome to New York
- 2014: Boardwalk Empire (Fernsehserie, 7 Episoden)
- 2014: West End
- 2015: Elementary (Fernsehserie, 1 Episode)
- 2016: The Strike
- 2016: Fear the Walking Dead (Fernsehserie, 6 Episoden)
- 2016: The Blacklist (Fernsehserie, 1 Episode)
- 2017: Madam Secretary (Fernsehserie, 1 Episode)
- 2017–2021: Bosch (Fernsehserie, 30 Episoden)
- 2022: This Is Us – Das ist Leben (This Is Us, Fernsehserie, 1 Episode)
- 2023: Justified: City Primeval (Fernsehserie, 2 Episoden)
- seit 2025: Bosch: Legacy (Fernsehserie)
- 2025: Ironheart (Fernsehserie, 2 Episode)

## Theater (Auswahl)
- 1985: Short Eyes (Second Stage Theatre, McGinn-Cazale Theatre, New York City)
- 1986: Cuba and His Teddy Bear (New York Shakespeare Festival, Susan Stein Shiva Theatre, Public Theatre, Longacre Theatre, New York City)
- 1994: Blade to the Heart (New York Shakespeare Festival, Anspacher Theatre, Public Theatre, New York City)
- 1995: Troilus and Cressida (Public Theatre, New York City)
- 1996: Dancing on Her Knees (New York Shakespeare Festival, LuEsther Hall, Public Theatre, New York City)